# Сьміловиці (Малопольське воєводство)
Сьміловиці (пол. Śmiłowice) — село в Польщі, у гміні Нове Бжесько Прошовицького повіту Малопольського воєводства.
Населення — 558 осіб (2011).
У 1975-1998 роках село належало до Краківського воєводства.

## Демографія
Демографічна структура станом на 31 березня 2011 року:
|          | Загалом | Допрацездатний вік | Працездатний вік | Постпрацездатний вік |
| -------- | ------- | ------------------ | ---------------- | -------------------- |
| Чоловіки | 287     | 59                 | 211              | 17                   |
| Жінки    | 271     | 39                 | 175              | 57                   |
| Разом    | 558     | 98                 | 386              | 74                   |